# John Bocwinski
John Bocwinski (ur. 22 listopada 1936 w Buenos Aires) – amerykański piłkarz, urodzony w Argentynie, polskiego pochodzenia, który był zawodnikiem drużyny olimpijskiej USA nożnej na Letnich Igrzyskach Olimpijskich 1972.

## Młodość
Bocwinski, urodzony w Argentynie syn polskich imigrantów, mieszkał w Argentynie szesnaście lat, a następnie wyemigrował do Stanów Zjednoczonych wraz ze swoją rodziną. Przybyli oni w lutym 1953 r. i osiedlili się w Kenosha. Bocwinski natychmiast zaczął grać w piłkę nożną w miejscowych drużynach, najpierw Polonia SC, a następnie Syrena SC.

## Kariera sportowa
W 1955 roku dołączył do Polonia SC w Milwaukee, Wisconsin. Został powołany do Armii USA w 1959 roku, służąc w swoim czasie w Niemczech, gdzie był kapitanem drużyny piłkarskiej US Armed Forces. W 1961 roku został zwolniony z wojska. Przeniósł się do Chicago, gdzie wstąpił w AAC Eagles z National Soccer League of Chicago Dwa lata później powrócił Milwaukee Polonia.

## W amerykańskiej reprezentacji olimpijskiej
W 1970 roku został powołany do amerykańskiej kadry piłkarskiej na Letnie Igrzyska Olimpijskie 1972; wziął udział z kwalifikacjach do Igrzysk. W 1971 roku zespół grał w igrzyskach panamerykańskich. USA zajęły drugie miejsce w pierwszej grupie. Zespołowi udało się zakwalifikować się do turnieju olimpijskiego. Bocwinski grał w pierwszych dwóch meczach w Stanach Zjednoczonych, remis 0:0 z Meksykiem i porażka 0:3 z Malezją.

## Trener
W 1983 Bocwinski został trenerem w Carthage College w Kenosha. W swoich dwóch sezonach jako trener zespół osiągnął wynik 12-21-2 (.371).
Ponadto oprócz gry i treningu piłki nożnej, Bocwinski pracował ponad trzydzieści lat w American Motors Corporation. W 1987 roku został wpisany do Wisconsin Soccer Association Hall of Fame.